# Плавунчик водяний
Плавунчик водяний (Haliplus fluviatilis) — вид жуків родини плавунчиків (Haliplidae).

## Поширення
Вид поширений у Північній і Центральній Європі та Сибіру. Трапляється на півночі до Данії та на півдні Швеції та Фінляндії. На півдні вид поширюється від північної Іспанії через Францію, північну Італію та Балканський півострів. Тварини живуть у чистих, стоячих і повільно поточних водоймах.

## Опис
Довжина тіла жуків досягає 2-3 міліметрів. Його тіло має витягнуту овальну форму і забарвлене від іржаво-жовтого до іржаво-червоного. Надкрила найширші за плечима, але поступово звужуються до спини. Вони мають чорні частково переривчасті смуги на рядах крапок, які кілька разів перериваються або вкорочуються. Ці смуги рідко розширені і перетікають одна в іншу, відсутні поперечні плями. Надкрила самця блискучі і гладкі біля основи, у самиці вони дуже дрібно зазубрені на задній половині і тому не блищать. Передній відросток між стегнами передніх кінцівок плоский. Переднегруди також плоскі.